# Sagliano Micca
Sagliano Micca est une commune italienne de la province de Biella dans la région Piémont en Italie.

## Administration
| Période                                  | Période | Identité | Étiquette | Qualité |
| ---------------------------------------- | ------- | -------- | --------- | ------- |
|                                          |         |          |           |         |
| Les données manquantes sont à compléter. |         |          |           |         |

### Hameaux
Casale, Passobreve, Oneglie, Falletti, Code Inferiore et Code Superiore

### Communes limitrophes
Andorno Micca, Biella, Fontainemore, Gaby (Italie), Issime, Miagliano, Piedicavallo, Pralungo, Quittengo, Rosazza, San Paolo Cervo, Tavigliano, Tollegno, Veglio